# Aylesbury Vale
Aylesbury Vale – dawny dystrykt niemetropolitalny w hrabstwie Buckinghamshire w Anglii, istniejący w latach 1974–2020. W 2011 roku dystrykt liczył 174 137 mieszkańców.
1 kwietnia 2020 roku włączony został do nowo utworzonej jednostki typu unitary authority Buckinghamshire.

## Miasta
- Aylesbury
- Buckingham
- Wendover
- Winslow

## Inne miejscowości
Addington, Adstock, Akeley, Ashendon, Aston Abbotts, Aston Clinton, Aston Sandford, Barton Hartshorn, Beachampton, Biddlesden, Bierton, Boarstall, Brill, Buckland, Chearsley, Cheddington, Chetwode, Chilton, Creslow, Cublington, Cuddington, Dagnall, Dinton, Dorton, Drayton Beauchamp, Drayton Parslow, Dunton, East Claydon, Edgcott, Edlesborough, Fairford Leys, Fleet Marston, Foscott, Gawcott, Granborough, Great Brickhill, Great Horwood, Grendon Underwood, Haddenham, Halton, Hardwick, Hartwell, Hillesden, Hoggeston, Hogshaw, Hulcott, Ickford, Ivinghoe, Kingsey, Leckhampstead, Lillingstone Dayrell, Lillingstone Lovell, Little Horwood, Littlecote, Long Crendon, Ludgershall, Maids Moreton, Marsh Gibbon, Marsworth, Mentmore, Middle Claydon, Mursley, Nash, Nether Winchendon, Newton Longville, North Marston, Oakley, Oving, Padbury, Pitchcott, Pitstone, Preston Bissett, Quainton, Quarrendon, Radclive, Shabbington, Shalstone, Slapton, Soulbury, Steeple Claydon, Stewkley, Stoke Hammond, Stoke Mandeville, Stone, Stowe, Swanbourne, Thornborough, Thornton, Tingewick, Turweston, Twyford, Upper Winchendon, Waddesdon, Waldridge, Water Stratford, Watermead, Westbury, Westcott, Weston Turville, Whaddon, Whitchurch, Wing, Wingrave, Worminghall, Wotton Underwood.